# گیزلا مائورمایر
گیزلا مائورمایر (آلمانی: Gisela Mauermayer; ۲۴ نوامبر ۱۹۱۳ – ۹ ژانویهٔ ۱۹۹۵) پرتاب‌گر دیسک، پرتاب‌گر وزنه و ورزشکار پنج‌گانه اهل آلمان بود.
از افتخارات وی میتوان به کسب مدال طلا در بازی‌های المپیک تابستانی ۱۹۳۶ اشاره کرد.